# Kallio (ö i Lappland, Kemi-Torneå, lat 65,64, long 24,84)
Kallio med Pirttisaari är en ö i Finland. Den ligger i Bottenviken och i kommunen Simo i den ekonomiska regionen  Kemi-Torneå i landskapet Lappland, i den norra delen av landet. Ön ligger omkring 100 kilometer söder om Rovaniemi och omkring 610 kilometer norr om Helsingfors.
Öns area är 16,1 hektar och dess största längd är 0,8 kilometer i sydöst-nordvästlig riktning.

## Sammansmälta delöar
- Kallio 65°38′38″N 24°50′11″Ö / 65.64402°N 24.83625°Ö
- Pirttisaari 65°38′30″N 24°50′34″Ö / 65.6416°N 24.8428°Ö